# Tynagh
Tynagh (iriska: Tíne) är en ort i republiken Irland.   Den ligger i grevskapet County Galway och provinsen Connacht, i den centrala delen av landet, 140 km väster om huvudstaden Dublin. Tynagh ligger 74 meter över havet och antalet invånare är 842.
Terrängen runt Tynagh är platt, och sluttar österut.Runt Tynagh är det glesbefolkat, med 13 invånare per kvadratkilometer. Närmaste större samhälle är Loughrea, 14,0 km väster om Tynagh. Trakten runt Tynagh består i huvudsak av gräsmarker.